# Морнарички истражитељи: Лос Анђелес (4. сезона)
Четврта сезона америчко полицијо-процедуралне драме МЗИС: Лос Анђелес је емитована од 25. септембра 2012. до 14. маја 2013. године на каналу ЦБС. Сезону су продуцирали Продукција "Шејн Бренан" и Телевизијски студио "ЦБС", а Шејн Бренан је директор серије и извршни продуцент. Епизоде, „Црвено (1. део)“ и „Црвено (2. део)“ требало је да буду пробне епизоде за спиноф серију под називом Морнарички истражитељи: Црвено повезаном са франшизом "Морнарички истражитељи". Међутим, серију Морнарички истражитељи: Црвено ЦБС-а ипак није покренуо 15. маја 2013.

## Глумачка постава
Главна постава се у овој сезони није мењала.

## Улоге

### Главне
- Крис О’Донел као Џи Кален
- Данијела Руа као Кензи Блај
- Ерик Кристијан Олсен као Мартин А. Дикс
- Берет Фоа као Ерик Бил
- Рене Фелис Смит као Нел Џоунс
- Линда Хант као Хенријета Ленг
- Ел Ел Кул Џеј као Сем Хана

### Епизодне
- Питер Камбор као Нејт Гејц (Епизода 12)
- Мигел Ферер као Овен Гренџер (Епизоде 4, 8-9, 14, 16, 18-19, 21-22, 24)

## Епизоде
| Бр. у серији | Бр. у сезони | Наслов                          | Редитељ             | Сценариста                   | Премијерно емитовање | Прод. код | Бр. гледалаца (у милионима) |
| --- | ------------ | ------------------------------- | ------------------- | ---------------------------- | -------------------- | --------- | --------------------------- |
| 73 | 1            | "Крај игре"                     | Tеренс О’Хара       | Шејн Бренан                  | 25. септембар 2012.  | 401       | 16.74                       |
| Након Каленовог јавног упуцавања "Камелеона", екипа МЗИС-а у Лос Анђелесу је сломљена јер је Кален суспендован, а Хети иступа из свог живота и почиње да се прилагођава животу у пензији. Касније је откривено да је "Камелеонова" смрт била исценирана и након размене заробљеника која укључује "Камелеона" и Калена као средство за пребацивање оптужујућег USB-а у вези агентом ЦИА-е под шифрованим именом "Чироки", Хети се враћа поново на чело ОСП-а.                    |              |                                 |                     |                              |                      |           |                             |
| 74 | 2            | "Регрут"                        | Џејмс Вајтмор мл.   | Р. Скот Џемил                | 2. октобар 2012.     | 402       | 14.91                       |
| Кад пад дрон-бомбе на Авганистан доведе до остатака бившег војника, екипа МЗИС-а нема избога сем да истражи издао он своју земљу или не. |              |                                 |                     |                              |                      |           |                             |
| 75 | 3            | "Пети човек"                    | Џон Питер Кјузакис  | Дејв Калстин                 | 9. октобар 2012.     | 403       | 15.18                       |
| Бомба је експлодирала у ресторану и побила четири човека који проверавали противтерористички састав за узбуну што води екипу МЗИС-а у потрагу за петим човеком коме прети иста судбина. |              |                                 |                     |                              |                      |           |                             |
| 76 | 4            | "Мртво политичко тело"          | Tони Вармби         | Џордана Луис Џефи            | 23. октобар 2012.    | 404       | 16.53                       |
| Обично убиство се претвара у убиство и заверу за убиство кандидата за Сенат, а екипа у МЗИС-у мора да утврди да ли је то политички мотивисано. |              |                                 |                     |                              |                      |           |                             |
| 77 | 5            | "Из прошлости (1. део)"         | Денис Смит          | Френк Милитари               | 30. октобар 2012.    | 405       | 16.28                       |
| Сем прима говорну пошту од старог колеге, али ствари се закомпликују кад Сем и Кален пронађу човека мртвог јер се обесио. Сем одбија да поверује да је смрт самоубисто и због тога екипа мора да истражи. У међувремену, са доласком опасног трговца оружјем Сем се суочава са прошлошћу |              |                                 |                     |                              |                      |           |                             |
| 78 | 6            | "Непријатељска буђења (2. део)" | Карен Гавиола       | Френк Милитари               | 13. новембар 2012.   | 406       | 15.77                       |
| Пошто су имена агената спавача дешифрована, екипе разних агенција, укључујући чланове екипе МЗИС-а из Лос Анђелеса откривају да су закаснили, а сви агенти спавачи су са неком од нуклеарних бомби у њиховом поседу што води екипу да се удруже у махнитој потрази за несталим бомбама пре него што буду продате непријатељским земљама. У међувремену, истина о Семовој жени Мишел је коначно откривена.                                                                        |              |                                 |                     |                              |                      |           |                             |
| 79 | 7            | "Површност"                     | Пол А. Кофман       | Гил Грант                    | 20. новембар 2012.   | 407       | 15.13                       |
| Смрт војног научника доводи екипу до мреже шпијунаже. У међувремену, Кален се удружује са кључним сведоком после открића да су слично одрастали. |              |                                 |                     |                              |                      |           |                             |
| 80 | 8            | "Успут"                         | Кејт Вудс           | Чео Ходари Кокер             | 27. новембар 2012.   | 408       | 14.49                       |
| Хетина прошлост испливава кад екипа МЗИС-а истражује смрт агента ЦИА-е у пензији који је радио са Хети на задатку ЦИА-е и МЗИС-а '80-тих. |              |                                 |                     |                              |                      |           |                             |
| 81 | 9            | "Златни стандард"               | Tони Вармби         | Џозеф Ч. Вилсон              | 11. децембар 2012.   | 409       | 15.12                       |
| Главна пошиљка злата из Кине је нестала. Екипа истражује могући господарски напад који би довео до слома господарства Сједињених Држава. У међувремену, Дикс сведочи у другом случају, а Гренџер је привремени партнер Кензи. |              |                                 |                     |                              |                      |           |                             |
| 82 | 10           | "Слободна вожња"                | Џонатан Фрејкс      | Тим Клементи и Р. Скот Гемил | 18. децембар 2012.   | 410       | 15.48                       |
| Келан, Сем, Кензи и Дик проводе Божић на војном броду кад је специјални агент МЗИС-а на броду убијен. У међувремену, Ерик и Нел се спремају за празник, Хети иде на пут, а Дикс је љубоморан што се војном поручнику свиђа Кензи. |              |                                 |                     |                              |                      |           |                             |
| 83 | 11           | "Вожња"                         | Стивен Депол        | Џо Сакс                      | 8. јануар 2013.      | 411       | 17.90                       |
| Бивши брањеник Дикса је мета која би могла да доведедо уништења операције која је повезана са азијским терористима. У међувремену, екипа проналази аутомобил и шаље Кензи на тајни задатак у ауто-механичарску радионицу. |              |                                 |                     |                              |                      |           |                             |
| 84 | 12           | "Папирни војници"               | Tеренс О’Хара       | Џордана Луис Џефи            | 15. јануар 2013.     | 412       | 17.63                       |
| Узнемирена удовица је осумњичена због околности последње битке свог супруга војника, а Сем и Кален помажу како би се утврдило да ли је дошло до заташкавања. У међувремену, Хети позива бившег оперативног психолога Нејта Гејца да јој буде "пијун", а остатак екипе осећа још нешто на хоризонту. Касније је утврђено да је члан мртвозорничког уреда набављао са којим је МЗИС радио набављао тела власнику погребног предузећа за трговину деловима тела.Појава Нејта Гејца. |              |                                 |                     |                              |                      |           |                             |
| 85 | 13           | "Одабрани"                      | Пол А. Кофман       | Чео Ходари Кокер             | 29. јануар 2013.     | 413       | 17.30                       |
| Након пресретања разговора између чланове терористичке ћелије, Кален је убачен као чеченски терориста у скуп који планира следећ напад на Сједињана Државе, али ствари постају сложеније кад је откривено да је Кален "Одабрани". |              |                                 |                     |                              |                      |           |                             |
| 86 | 14           | "Стрелиште"                     | Лари Тенг           | Дејв Калстин                 | 5. фебруар 2013.     | 414       | 16.67                       |
| Екипа иде на тајни задатак као елитна тактичка снага како би истражили заседу повезану са картел спојен са терористичким везама, али игра постаје опасна кад је један од супарничких чланова екипа пронађен са сломљеним вратом током вежбања, а еккипа се суочава са трком против времена кад се Нел не јави у Оперативном центру, због чега и верују да би она могла да буде талац.                                                                                            |              |                                 |                     |                              |                      |           |                             |
| 87 | 15           | "Историја"                      | Џејмс Ватмор мл.    | Скот Саливен                 | 19. фебруар 2013.    | 415       | 16.27                       |
| Екипа истражује смрт бившег члана домаћег терорирстичког скупа познатог под називом "Буре барута", скупа који је тражен због низа бомбашких напада и домаћег тероризма током '70-тих, што их доводи до открића везе између члана тернутног анархистичког скупа "Црвени талас" и "Бурета барута" који би могао да доведе до другог бомбардовања. |              |                                 |                     |                              |                      |           |                             |
| 88 | 16           | "Локхеј"                        | Дајана К. Валентајн | Џозеф Ч. Вилсон              | 26. фебруар 2013.    | 416       | 17.02                       |
| Кален је забринут да би Сем могао да буде превише изложен након што је водио случај нестале особе како би се пронашао сестрић Авганистанца који му је помогао пре неколико година кад је Сем био на тајној мисији у Авганистану док шупа постаје необично борилиште кад је нестали сестрић дошао заједно са терористом са МЗИС-ове потернице, терористом који жели Сема мртвог, присиљавајући Калена, Кензи и Дикса у интензивни обрачун пре него што буде прекасно.             |              |                                 |                     |                              |                      |           |                             |
| 89 | 17           | "Тражи се (3. део)"             | Крис О’Донел        | Р. Скот Џемил                | 5. март 2013.        | 417       | 16.24                       |
| Сем страхује за своју породицу кад ЦИА позива његову жену јер случај указује на повезаност са Сидоровим и украденим нуклеарним бомбама. |              |                                 |                     |                              |                      |           |                             |
| 90 | 18           | "Црвено (1. део)"               | Tони Вармби         | Шејн Бренан                  | 19. март 2013.       | 418       | 16.84                       |
| Кален и Сем се придружују Црвеној екипи из МЗИС-а кад је војник убијен у стилу погубљења у Москви у Идаху. Истина открива да је напад сличан оном од 11. септембра. |              |                                 |                     |                              |                      |           |                             |
| 91 | 19           | "Црвено (2. део)"               | Tони Вармби         | Шејн Бренан                  | 26. март 2013.       | 419       | 14.53                       |
| Црвена екипа и ОСП одлазе у Ел Центро у Калифорнији да пронађу терористичког убицу, али откривају да је терориста мета правог убице. У међувремену, сви сумњају на романтичну везу Калена и вође Црвене екипе Парис Самерскил. |              |                                 |                     |                              |                      |           |                             |
| 92 | 20           | "Чистоћа"                       | Ерик Лејнвил        | Џо Сакс                      | 9. април 2013.       | 420       | 14.10                       |
| Кад су два војника умрла од тровања цијанидом после пијења воде а исте чесме, екипа истражује да ли је то одвојен догађај или део веће заразе. |              |                                 |                     |                              |                      |           |                             |
| 93 | 21           | "Васкрсење"                     | Ерик А. Пот         | Дејв Калстин и Гил Грант     | 23. април 2013.      | 421       | 14.22                       |
| Након што је тело мафијашког шефа нестало из мртвачнице, екипа МЗИС-а је послата да га нађе и утврди да ли је то повезано са унутрашњости јединице УСД-а која је дозволила да се то деси. |              |                                 |                     |                              |                      |           |                             |
| 94 | 22           | "Врана и лабуд"                 | Роберт Флорио       | Р. Скот Џемил                | 30. април 2013.      | 422       | 13.07                       |
| Екипа МЗИС-а се суочава са Хетином прошлошћу кад је откривено да је случај нестале особе у ствари окупљање тајних агената у МЗИС-у пре много година када је нестало нуклеарно оружје. |              |                                 |                     |                              |                      |           |                             |
| 95 | 23           | "Преговори"                     | Џон Питер Кјузакис  | Чео Ходари Кокер             | 7. мај 2013.         | 423       | 13.18                       |
| Дикс одлази на тајни задатак због податка о познатом трговцу оружјем који хоће да се врати на посао, али његов женски извор га води у опасаном правцу. У међувремену, Кензи се суочава са својим емоцијама док жури да пронађе Дикса и његов женски извор. |              |                                 |                     |                              |                      |           |                             |
| 96 | 24           | "Спуштање (4. део)"             | Tеренс О’Хара       | Френк Милитари               | 14. мај 2013.        | 424       | 13.52                       |
| Експлозија доноси потрагу за украденим нуклерним оружјем до врха ОСП-а што је изазвало да Хети ротира партнерства у екипи. Кален и Кензи иду на тајни задатак, а Сем се удружује са својом женом, агентом ЦИА-е, Мишел, док се Сем и Дикс касније удружују. На добијеном случају Дикс и Кензи се романтично пољубе, остављајући једно друго док се стари непријатељ враћа по освету. Епизода се завршава када Дикса муче Исак Сидоров и његови људи док беспомоћни Сем гледа.    |              |                                 |                     |                              |                      |           |                             |

## Продукција
Серија Морнарички истражитељи: Лос Анђелес је обновљена за четврту сезону 14. марта 2012. године. У новембру исте године, серија је представила предстојећи спиноф под називом Морнарички истражитељи: Црвено. Сценарио за епизоде написао је и продуцирао Шејн Бренан, а серијал би пратио „покретну екипу агената који живе и раде заједно док иду широм земље да решавају злочине“. Пробне епизоде под називом „Црвено (1. део)“ и „Црвено (2. део)“ су емитоване 19. и 26. марта 2013. током четврте сезоне серије. Дана 15. маја 2013. објављено је да ЦБС ипак неће покренути серију морнарички истражитељи: Црвено.

## Емитовање
Четврта сезона серије Морнарички истражитељи: Лос Анђелес премијерно је приказана 25. септембра 2012.